# Campoplex oriens
Campoplex oriens là một loài tò vò trong họ Ichneumonidae.